# Melkhoektand
De melkhoektand is een puntige tand die grip geeft op voedsel. In het melkgebit zitten vier melkhoektanden, twee in de bovenste kaak en twee in de onderste kaak (één in elk kwadrant). Onze melkhoektand is, net als zijn volwassen opvolger, een stuk kleiner dan bij veel andere zoogdieren. De evolutie heeft de menselijke hoektand in de loop der generaties steeds kleiner gemaakt. 

## Ontwikkeling
De melkhoektand komt in het wisselgebit doorgaans vrij laat door het tandvlees heen, ongeveer 20 maanden na de geboorte. Alleen de melkmolaren verschijnen nog later. Pas rond het 10e levensjaar wordt de melkhoektand verwisseld voor de uiteindelijke hoektand.

## Internationale tandnummering
In de internationale tandnummering heeft de hoektand als eenheid 3, omdat het de derde tand vanaf het midden is. Het gebit is opgedeeld in vier kwadranten, aangegeven met tientallen. Zo kan elke tand worden aangegeven met een getal. Deze nummering wijkt enigszins af wanneer we het hebben over de melkhoektanden.
- 53 (rechtsboven)
- 63 (linksboven)
- 73 (linksonder)
- 83 (rechtsonder)